# Unigine
Unigine је власнички покретач видео игара, развијен од стране руске компаније Unigine. Осим његове употребе као покретача за видео игре, користи се и за системе виртуелне стварности, озбиљне игре као и за визуелизацију. Најбоља карактеристика Unigine-а је његов напредни приказивач (рендерер) који тренутно подржава OpenGL 4.0 и DirectX 11. Унапређени Unigine SDK се месечно објављује.
Unigine техничке верзије покретача су укључене као део Phoronix Test Suite-а за проверу намене (могућности) Linux-а и других система. Пробна верзија покретача, познатија као "Evaluation Kit", обезбеђује компанијама да раде на комерцијалним пројектима.

## UNIGINE 1
Последња верзија је изашла 7. јула 2014. године

### Платформе
- Windows
- Линукс
- OS X
- PlayStation 3
- Андроид
- iOS

### Приказивање
- DirectX 9
- DirectX 10
- DirectX 11
- OpenGL
- OpenGL ES
- PlayStation 3

### API
- C++
- UnigineScript

### Озбиљне карактеристике видео игара
- Дупла прецизност координата (64 бита)
- Више канално приказивање
- Стереоскопски 3Д
  - Anaglyph
  - Oculus Rift
  - NVIDIA
  - Одвојени излаз слика
- Подршка за више излазних уређаја са асиметричним пројекцијама (нпр. CAVE)
- Подршка за излаз слике на више монитора

### Остале карактеристике
- Подршка за "Shader Model 5.0" са хардверском тесалацијом и DirectCompute-ом (као и са OpenCL)
- Напредни визуелни ефекти
- Нови методи физике објеката - модела (детекција удара, физика крутог тела, динамична деструкција објеката, имитација одеће, пловност флуида, поља силе, враћање времена)
- Теренски и вегетациони приказивач
- Скриптовање помоћу UnigineScript програмског језика (објектно-оријентисано програмирање, C++ као синтакса)
- Уграђени "pathfinding" модул
- Интерактивни 3Д графички кориснички интерфејс
- Репродукција видео садржаја помоћу Theora кодека
- Аудио систем базиран на OpenAL
- Визуелни едитор света

## UNIGINE 2
Објављен 10. октобра 2015. године. Тренутна верзија - 2.1.1.

### Платформе
- Windows
- Линукс
- OS X

### Приказивање
- DirectX 11
- OpenGL 4.x

Језици за писање нијанси унутар видео игре:
- HLSL
- GLSL
- UUSL

### API
- C++
- C#
- UnigineScript

### Озбиљне карактеристике видео игара
- Подршка за велике резолуције:
  - Дупла прецизност координата (64 бита)
  - Подршка за гео-координате
- Подршка за различите шеме излазних Датотека:
  - Више канално приказивање
  - Support for multi-monitor output
  - Стереоскопски 3Д
    - Anaglyph
    - Oculus Rift
    - NVIDIA
    - Одвојени излаз слика

  - Подршка за више излазних уређаја са асиметричним пројекцијама (нпр. CAVE)
- Подршка за VRPN протокол
- Подршка за праћење покрета
- Подршка за OpenFlight формат података
- Подршка за HAL/DIS протоколе
- Подршка за CIGI протокол

## Развој
Сам почетак развоја Unigine покретача је почео на frustum.org пројекту отвореног кода, који је започео 2002. године Alexander "Frustum" Zaprjagaev, који је такође један од оснивача (заједно са Denis Shergin) и CTO-а који припада Unigine корпорацији, и главни је програмер Unigine покретача. Име  "Unigine" значи "универзални покретач" или "јединствени покретач".

### Такмичење за Линукс видео игре
Дана 25. новембра 2010. године, Unigine корпорација објављује такмичење да би подржала развој Linux видео игара. Пристали су да дају бесплатну лиценцу Unigine покретача свакоме ко је спреман да развије и изда видео игру за Linux, и такође су давали тимску Windows лиценцу. Такмичење је трајало до 10. децембра 2010. године, са великим бројем пријављених такмичара. Због неочекиваног одзива, Unigine је одлучио да понуду прошири на три најбоља такмичара, од којих сваки добија пуну Unigine лиценцу. Победници су објављени 13. децембра 2010. године, међу којима су се нашли Kot-in-Action Creative Artel (развили су Steel Storm), Gamepulp (измислио је платформу за игре слагалице), и MED-ART (радио је пре за Painkiller: Resurrection).

## Пројекти базирани на Unigine покретачу
Тренутно има преко 100 лиценци за Unigine. Како је већина њих од VR-а и индустрије симулација (укључујући војне) оне су под NDA-ом, па су јавно недоступне. Unigine корпорација је издала неколико пројеката базираних на Unigine покретачу.

### Видео игре
Објављене
- Cradle
- Oil Rush - издата за Windows, Linux и Mac OS X 2012. године
- Syndicates of Arkon - издата за Windows 2010. године
- Tryst - издата за Windows 2012. године
- Petshop - издата за Windows и Mac
- Demolicious - издата за iOS 2012. године

Предстојеће
- Relics of Annorath
- Dilogus: The Winds of War
- MMT Online
- The Dreamers
- Kingdom of Kore - акциона RPG за PC (у будућности и за PS3).

### Симулација и визуелизација
- ACTISKU (3Д визуелизација за дигитални маркетинг и истраживачке апликације)
- Компонента визуелизације за аналитичке програме развијене за JSC "ALMAZ-ANTEY" MSDB", филијала - JSC "Concern "Almaz-Antey"[9]
- Интерактивна визуелизација архитектонског пројекта у реалном времену AI3D[10]
- Magus ex Machina (3Д анимирани филм)
- Heaven benchmark (први DirectX 11 benchmark)
- Tropics benchmark
- Sanctuary benchmark
- Valley benchmark